# Jaffrabad
Jaffrabad là một thị trấn thống kê (census town) của quận North East thuộc bang Delhi, Ấn Độ.

## Nhân khẩu
Theo điều tra dân số năm 2001 của Ấn Độ, Jaffrabad có dân số 57.460 người. Phái nam chiếm 53% tổng số dân và phái nữ chiếm 47%. Jaffrabad có tỷ lệ 62% biết đọc biết viết, cao hơn tỷ lệ trung bình toàn quốc là 59,5%: tỷ lệ cho phái nam là 67%, và tỷ lệ cho phái nữ là 56%. Tại Jaffrabad, 16% dân số nhỏ hơn 6 tuổi.